# Radio Sele
Radio Sele est une station de radio régionale espagnole émettant depuis Oviedo, dans les Asturies. Créée en 1986, elle joue un rôle majeur dans la diffusion de la culture régionale, étant la seule station à émettre la totalité de ses programmes en asturien. Elle se définit comme « La radio n'asturianu », la radio en asturien, insistant sur le droit des Peuples « à la dignité, à l'estime de soi » et sur le besoin des Asturiens à disposer d'une radio « qui parle sa langue ». De fait, en 2011, la langue asturienne, certes « reconnue » par le statut d'autonomie, n'a pas le statut de « langue officielle », et n'est que peu employée par les médias publics. 

## Présentation
Radio Sele dispose d'émetteurs en modulation de fréquence (FM) lui permettant de couvrir les principales agglomérations de la Principauté (106.1 MHz), soit un bassin de réception d'environ 800 000 personnes; elle est également reprise en direct sur internet, et accessible par ce biais dans le monde entier. 
Cette station de format généraliste propose à ses auditeurs des bulletins d'information, des magazines et des débats, le plus souvent en direct. Depuis 2003, elle retransmet en direct les matchs du club de football local, le Real Oviedo. 
Au mois de septembre 2006, la station s'est vue obliger de changer de fréquence d'émission (à l'origine, 106.5 MHz) afin de ne pas interférer avec la radio publique régionale Radio del Principado de Asturias, alors en phase de tests sur le 106.4 MHz.

### Sources
- (es) Cet article est partiellement ou en totalité issu de l’article de Wikipédia en espagnol intitulé « Radio Sele » (voir la liste des auteurs).